# Episodi di Dieci sono pochi (seconda stagione)
La seconda stagione della serie televisiva Dieci sono pochi è stata trasmessa in anteprima negli Stati Uniti d'America dalla ABC tra il 28 ottobre 1988 e il 28 aprile 1989.
| nº | Titolo originale               | Titolo italiano | Prima TV USA     | Prima TV Italia |
| -- | ------------------------------ | --------------- | ---------------- | --------------- |
| 1  | Strangers in the Night         |                 | 28 ottobre 1988  |                 |
| 2  | She Works Hard for the Money   |                 | 4 novembre 1988  |                 |
| 3  | Voice of God                   |                 | 11 novembre 1988 |                 |
| 4  | The Dinner Test                |                 | 18 novembre 1988 |                 |
| 5  | Coach's Court                  |                 | 25 novembre 1988 |                 |
| 6  | The Merry Mix-Up               |                 | 2 dicembre 1988  |                 |
| 7  | The Unkindest Cut of All       |                 | 9 dicembre 1988  |                 |
| 8  | A Christmas Story              |                 | 16 dicembre 1988 |                 |
| 9  | Personal Best                  |                 | 6 gennaio 1989   |                 |
| 10 | Song of Constance              |                 | 13 gennaio 1989  |                 |
| 11 | Head of the Class              |                 | 20 gennaio 1989  |                 |
| 12 | Dream Girls                    |                 | 3 febbraio 1989  |                 |
| 13 | A Day in the Life              |                 | 10 febbraio 1989 |                 |
| 14 | Zorro en el Gallinero          |                 | 17 febbraio 1989 |                 |
| 15 | Car in the Pool                |                 | 24 febbraio 1989 |                 |
| 16 | The Critic                     |                 | 10 marzo 1989    |                 |
| 17 | The Good, the Bad and the Ugly |                 | 17 marzo 1989    |                 |
| 18 | Radio Days                     |                 | 31 marzo 1989    |                 |
| 19 | Puberty Blues                  |                 | 14 aprile 1989   |                 |
| 20 | Rock n' Roll Fantasy           |                 | 28 aprile 1989   |                 |